# Miconia obovata
Miconia obovata är en tvåhjärtbladig växtart som beskrevs av José Jéronimo Triana. Miconia obovata ingår i släktet Miconia och familjen Melastomataceae. Inga underarter finns listade i Catalogue of Life.